# Đạo luật Độc lập Litva
Đạo luật Độc lập Litva (tiếng Litva: Lietuvos Nepriklausomybės Nutarimas) là văn kiện tuyên bố khôi phục quyền độc lập của Litva dưới một chính thể dân chủ, thủ đô là Vilnius. Đạo luật được Hội đồng Litva nhất trí thông qua vào ngày 16 tháng 2 năm 1918 với chữ ký của tất cả 20 thành viên. Đạo luật là thành quả của quá trình đấu tranh giành độc lập của Litva, được thể hiện trong những đạo luật như đạo luật của Hội nghị Vilnius và Đạo luật ngày 8 tháng 1. Đạo luật được thông qua trong bối cảnh Đế quốc Đức gây sức ép cho Litva liên minh với Đức chống lại Đế quốc Nga và đang đóng quân tại Litva.
Chính quyền Đức cấm xuất bản, lưu hành Đạo luật Độc lập và tiếp tục chiếm đóng Litva. Tình hình thay đổi sau khi Đức bị đánh bại trong Chiến tranh thế giới thứ nhất vào mùa thu năm 1918. Hội đồng Litva giành quyền kiểm soát lãnh thổ Litva và thành lập Nội các Litva đầu tiên vào tháng 11 năm 1918. Litva phát động kháng chiến nhằm bảo vệ nền độc lập non trẻ.
Đạo luật Độc lập Litva là cơ sở pháp lý của nhà nước Litva độc lập và xác lập những nguyên tắc hiến pháp cơ bản của các bản hiến pháp của Litva. Khi Litva tuyên bố li khai khỏi Liên Xô vào năm 1990, phong trào độc lập viện dẫn Đạo luật Độc lập Litva để lập luận rằng vì Đạo luật Độc lập chưa bao giờ mất hiệu lực pháp lý nên Litva chỉ đang khôi phục nền độc lập được xác lập vào năm 1918.

## Bối cảnh lịch sử
Nhà nước Litva đầu tiên được xác lập vào năm 1253 khi Mindaugas đăng quang Vua Litva.

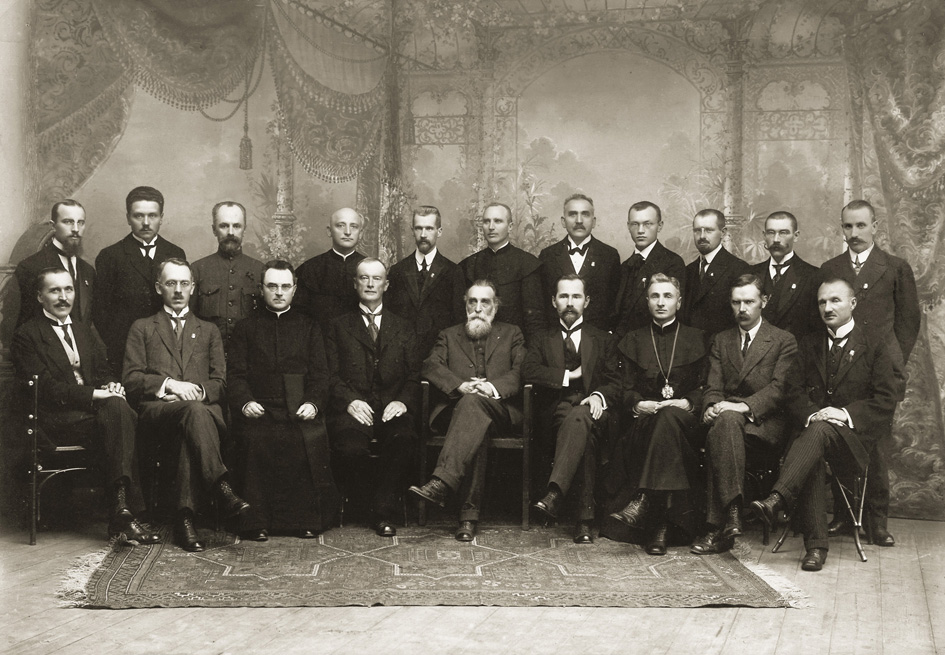
20 thành viên ban đầu của Hội đồng Litva

Sau khi Ba Lan bị Áo, Nga và Phổ phân chia lần thứ ba vào năm 1795, Litva bị sáp nhập vào Đế quốc Nga. Từ thế kỷ 19, cả Litva và Ba Lan bắt đầu đấu tranh giành độc lập từ Nga. Litva tham gia nổi loạn chống lại Nga trong cuộc Khởi nghĩa tháng Mười một vào năm 1830 và cuộc Khởi nghĩa tháng Một vào năm 1863 nhưng đều thất bại. Thời cơ đến khi Nga và Đức suy yếu trong Chiến tranh thế giới thứ nhất.
Từ năm 1915, Đức chiếm đóng lãnh thổ phía tây của Đế quốc Nga. Sau Cách mạng Nga năm 1917, Đức dự định thành lập một mạng lưới những nước bù nhìn dọc Trung Âu làm vùng đệm giữa Đức và Nga. Đức cho phép tiến hành Hội nghị Vilnius với hy vọng Litva sẽ tuyên bố li khai khỏi Nga và liên minh với Đức. Tuy nhiên, chiến lược của Đức phản tác dụng: Hội nghị Vilnius thông qua một đạo luật tuyên bố sẽ thành lập một nhà nước Litva độc lập và ra yêu sách rằng Đức phải công nhận Litva thì Litva mới liên minh với Đức. Ngày 21 tháng 9 năm 1917, Hội nghị Vilnius bầu ra Hội đồng Litva gồm 20 thành viên với nhiệm vụ thực hiện đạo luật này. Chính quyền Đức cấm xuất bản, lưu hành đạo luật của Hội nghị Vilnius nhưng cho phép Hội đồng Litva tiến hành công việc. Hội nghị Vilnius cũng quyết nghị sẽ thành lập một quốc hội lập hiến "do tất cả cư dân của Litva bầu ra theo các nguyên tắc dân chủ".

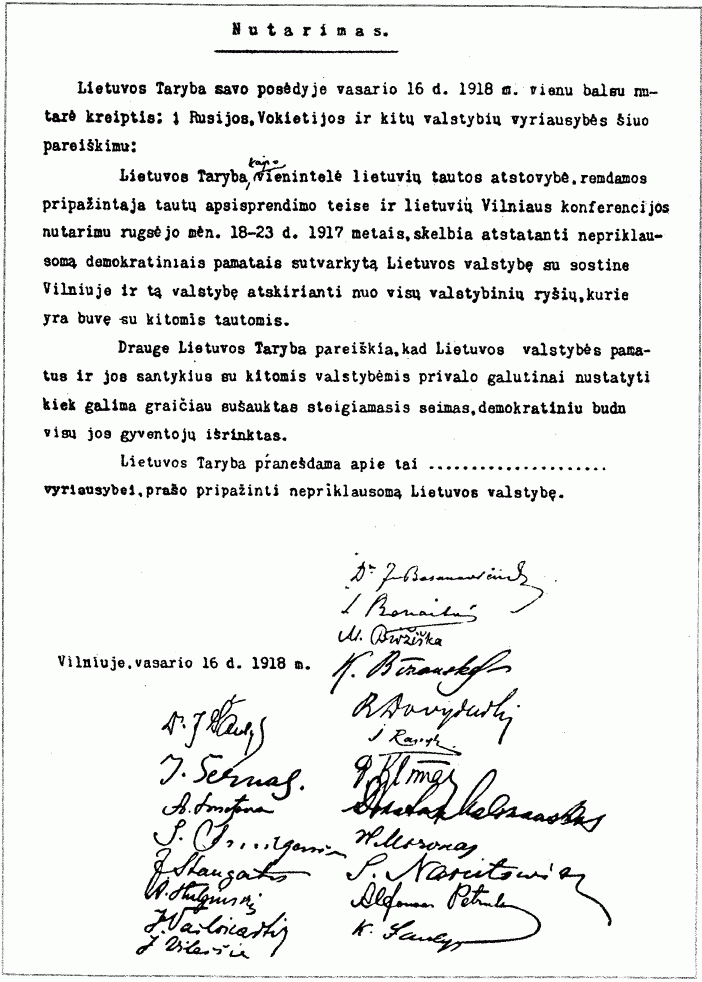
Bản sao Đạo luật Độc lập Litva

## Quá trình soạn thảo Đạo luật Độc lập

### Đạo luật ngày 11 tháng 12
Đạo luật ngày 11 tháng 12 là văn kiện thứ hai trong tiến trình soạn thảo Đạo luật Độc lập. Bộ Ngoại giao Đức soạn bản thảo đầu tiên vào ngày 1 tháng 12 theo yêu cầu của Thủ tướng Đức Georg von Hertling. Phủ thủ tướng tiếp tục sửa đổi bản thảo chung với một phái đoàn của Hội đồng Litva, gồm Antanas Smetona, Steponas Kairys, Vladas Mironas, Jurgis Šaulys, Petras Klimas và Aleksandras Stulginskis. Sau khi thảo luận, hai bên thỏa hiệp về nội dung của văn kiện. Kurt von Lersner, đại diện của Đức, yêu cầu tất cả thành viên của Hội đồng Litva ký tên vào đạo luật.
Ngày 11 tháng 12, Hội đồng Litva mở phiên họp về bản thảo đạo luật. Đạo luật được thông qua với 15 thành viên biểu quyết tán thành, ba thành viên biểu quyết không tán thành, một thành viên biểu quyết trắng và một thành viên vắng mặt. Chưa xác định được liệu tất cả thành viên của Hội đồng Litva có ký tên vào đạo luật hay không. Nguyên văn của đạo luật bằng tiếng Đức và không có một bản dịch chính thức sang tiếng Litva. Đại khái Đạo luật ngày 11 tháng 12 tuyên bố Litva là một nước độc lập nhưng yêu cầu chính phủ Đức bảo hộ và đề nghị thành lập một "liên minh vững chắc và lâu dài" giữa Litva và Đức. Người dân Litva phản đối đạo luật của Hội đồng Litva vì cho rằng Hội đồng Litva đã vượt thẩm quyền: đạo luật tháng 9 của Hội nghị Vilnius đã xác định chỉ quốc hội lập hiến mới được quyết định về những vấn đề quan trọng của đất nước nhưng Đạo luật ngày 11 tháng 12 lại quy định Litva sẽ ký các điều ước về quân sự, vận chuyển, hải quan và tiền tệ với Đức.

### Đạo luật ngày 8 tháng 1

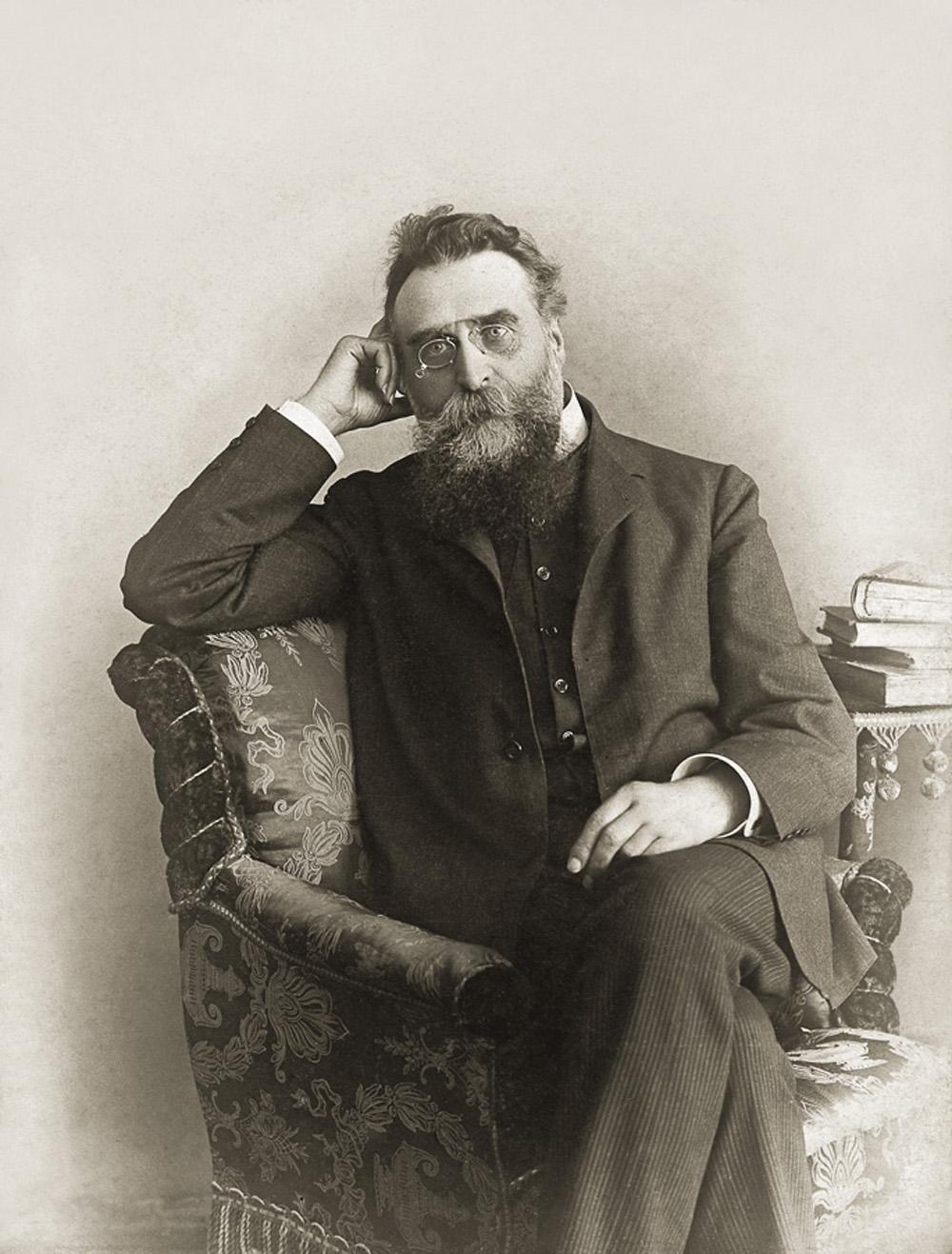
Jonas Basanavičius, chủ tịch Hội đồng Litva khi Đạo luật Độc lập Litva được thông qua

Khi Đức và Nga bắt đầu hòa đàm vào năm 1918, chính phủ Đức yêu cầu đại diện của Litva soạn thảo hai thông tri: thông tri gửi Nga sẽ tuyên bố cắt đứt quan hệ với Nga nhưng không đề cập việc liên minh với Đức; thông tri gửi Đức sẽ nhắc lại Đạo luật ngày 11 tháng 12. Hội đồng Litva quyết định sửa lại Đạo luật ngày 11 tháng 12. Trong phần đầu tiên, Hội đồng Litva bổ sung yêu cầu triệu tập quốc hội lập hiến và xác định nhà nước Litva sẽ có một chính thể dân chủ, vốn đã được Hội nghị Vilnius quyết định nhưng không được thêm vào Đạo luật ngày 11 tháng 12. Phần thứ hai về việc thành lập "một liên minh vững chắc và lâu dài với Đức" bị lược bỏ. Hội đồng Litva thông qua thông tri vào ngày 8 tháng 1 năm 1918, cùng ngày Tổng thống Mỹ Woodrow Wilson tuyên bố Mười bốn Điểm. Về nội dung thì Đạo luật ngày 8 tháng 1 là tiền thân của Đạo luật Độc lập.
Tuy nhiên, chính quyền quân quản Đức bác bỏ những điều sửa đổi của Hội đồng Litva. Ngày 26 tháng 1, Hội đồng Litva buộc phải thông qua hai thông tri theo yêu cầu của Đức dựa vào Đạo luật ngày 11 tháng 12. Bốn thành viên của Hội đồng Litva – Mykolas Biržiška, Steponas Kairys, Stanisław Narutowicz và Jonas Vileišis – từ chức vì phản đối việc Hội đồng Litva nhượng bộ trước yêu sách của Đức. Chủ tịch Hội đồng Litva Litva Antanas Smetona cũng từ chức mặc dù ủng hộ Đạo luật ngày 11 tháng 12. Jonas Basanavičius được bầu làm chủ tịch mới.

### Đạo luật Độc lập
Đức từ chối công nhận quyền độc lập của Litva và không mời phái đoàn Litva tham gia ý kiến về Hòa ước Brest-Litovsk giữa Liên minh Trung tâm và Nga Xô viết. Trong phiên họp chung duy nhất giữa Hội đồng Litva và đại diện của Đức, bên Đức nêu rõ Hội đồng Litva chỉ có quyền tư vấn cho Đức mà không được quyết định việc gì. Phe chủ trương độc lập trong Hội đồng Litva thắng thế và bắt đầu vận động mời lại những cựu thành viên, sửa lại những đạo luật trước của Hội đồng Litva theo hướng độc lập hoàn toàn.

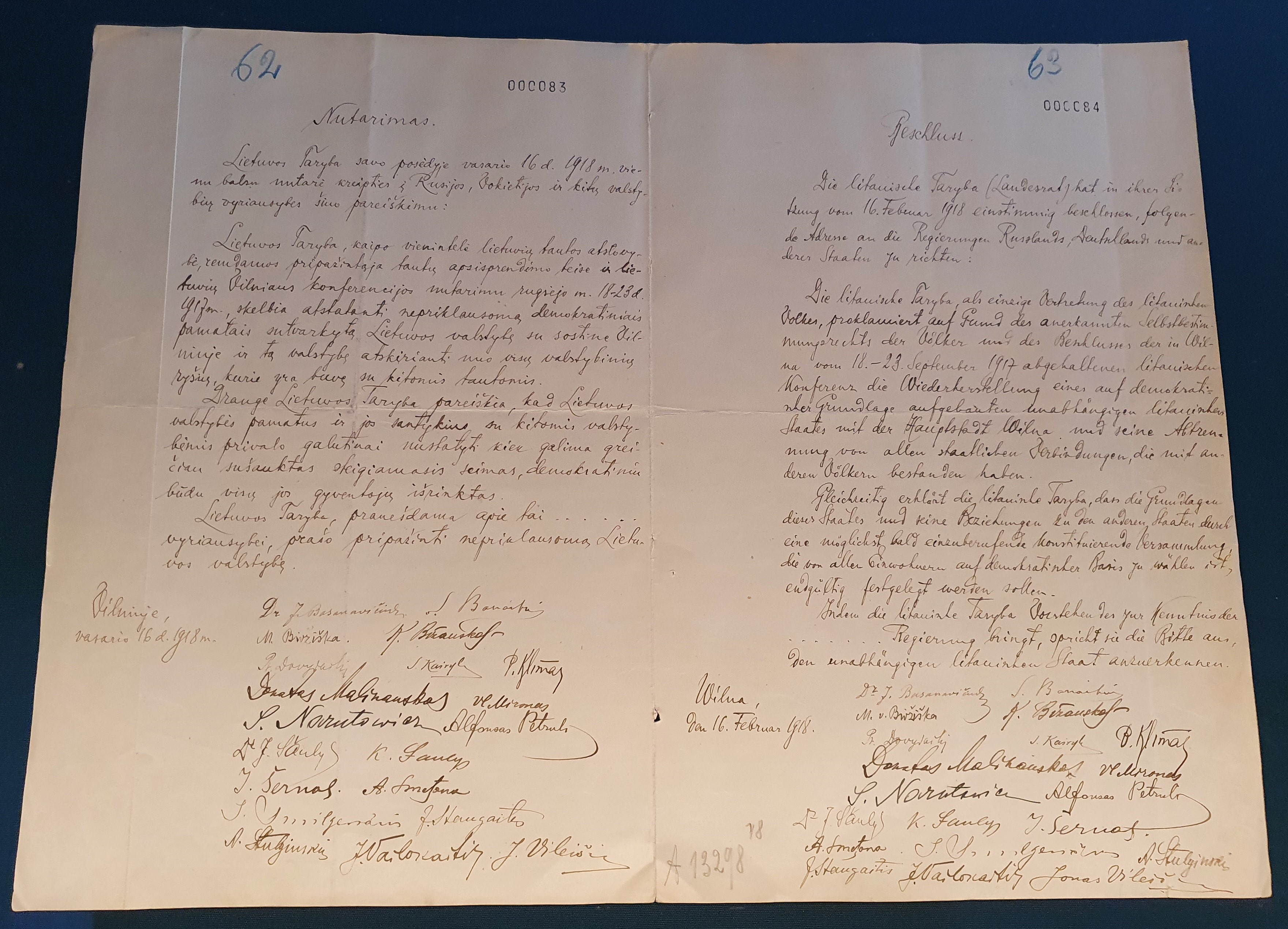
Bản gốc viết tay của Đạo luật Độc lập Litva bằng tiếng Litva (trái) và tiếng Đức (phải)

Bốn cựu thành viên yêu cầu Hội đồng Litva căn cứ vào Đạo luật ngày 8 tháng 1 và lược bỏ việc liên minh với Đức trong dự thảo đạo luật. Sau một vài tuần tranh luận sôi nổi, dự thảo đạo luật được hoàn thành vào 10 giờ sáng ngày 15 tháng 2, gồm nội dung của Đạo luật ngày 8 tháng 1 được nhuận sắc, lời tuyên bố bố và lời thông tri được soạn vào ngày 1 tháng 2. Lời tuyên bố và lời thông tri không có giá trị pháp lý và không thay đổi ý nghĩa của văn kiện. 12:30 chiều ngày 16 tháng 2 năm 1918, cả 20 thành viên Hội đồng Litva tập họp tại số 30 đường Didžioji ở Vilnius. Hội đồng Litva nhất trí thông qua phần đầu tiên gồm hai đoạn văn. Phần thứ hai, bốn cựu thành viên phản đối hai chữ "sau cùng" trong cách diễn đạt nhiệm vụ, quyền hạn của Quốc hội lập hiến ("... nền tảng của Nhà nước Litva và quan hệ của Nhà nước Litva với những nước khác sẽ do Quốc hội lập hiến quyết định sau cùng ..."), lo ngại rằng Hội đồng Litva sẽ lấy nó làm cớ để soán đoạt quyền hạn của Quốc hội lập hiến. Đa số thành viên cho rằng hai chữ đó chỉ thể hiện các quyết định của Quốc hội lập hiến là cuối cùng. Toàn thể Hội đồng Litva nhất trí thông qua Đạo luật Độc lập nhưng không tranh thủ được sự ủng hộ hoàn toàn của bốn cựu thành viên.

## Toàn văn Đạo luật Độc lập Litva
| Dòng | Nguyên văn                                                                | Nguyên văn                                                                | Bản dịch tiếng Việt                                                                          | Bản dịch tiếng Việt                                                                          |
| ---- | ------------------------------------------------------------------------- | ------------------------------------------------------------------------- | -------------------------------------------------------------------------------------------- | -------------------------------------------------------------------------------------------- |
| 1    | NUTARIMAS                                                                 | NUTARIMAS                                                                 | NGHỊ QUYẾT                                                                                   | NGHỊ QUYẾT                                                                                   |
| 2    | Lietuvos Taryba savo posėdyje vasario 16 d. 1918 m. vienu balsu nu-       | Lietuvos Taryba savo posėdyje vasario 16 d. 1918 m. vienu balsu nu-       | Hội đồng Litva trong phiên họp ngày 16 tháng 2 năm 1918 nhất trí quyết nghị                  | Hội đồng Litva trong phiên họp ngày 16 tháng 2 năm 1918 nhất trí quyết nghị                  |
| 3    | tarė kreiptis: į Rusijos, Vokietijos ir kitų valstybių vyriausybės šiuo   | tarė kreiptis: į Rusijos, Vokietijos ir kitų valstybių vyriausybės šiuo   | gửi chính phủ Nga, Đức và những nước khác                                                    | gửi chính phủ Nga, Đức và những nước khác                                                    |
| 4    | pareiškimu:                                                               | pareiškimu:                                                               | tuyên bố:                                                                                    | tuyên bố:                                                                                    |
| 5    | Lietuvos Taryba, kaipo vienintelė lietuvių tautos atstovybė, remdamos     | Lietuvos Taryba, kaipo vienintelė lietuvių tautos atstovybė, remdamos     | Hội đồng Litva, là đại biểu duy nhất của dân tộc Litva, căn cứ vào                           | Hội đồng Litva, là đại biểu duy nhất của dân tộc Litva, căn cứ vào                           |
| 6    | pripažintaja tautų apsisprendimo teise ir lietuvių Vilniaus konferencijos | pripažintaja tautų apsisprendimo teise ir lietuvių Vilniaus konferencijos | quyền tự quyết dân tộc được công nhận và                                                     | quyền tự quyết dân tộc được công nhận và                                                     |
| 7    | nutarimu rugsėjo mėn. 18–23 d. 1917 metais, skelbia atstatanti nepriklau- | nutarimu rugsėjo mėn. 18–23 d. 1917 metais, skelbia atstatanti nepriklau- | đạo luật ngày 18–23 tháng 9 năm 1917 của Hội nghị Vilnius, tuyên bố khôi phục                | đạo luật ngày 18–23 tháng 9 năm 1917 của Hội nghị Vilnius, tuyên bố khôi phục                |
| 8    | somą demokratiniais pamatais sutvarkytą Lietuvos valstybę su sostine      | somą demokratiniais pamatais sutvarkytą Lietuvos valstybę su sostine      | nhà nước Litva độc lập, được thành lập trên cơ sở các nguyên tắc dân chủ, Vilnius là thủ đô, | nhà nước Litva độc lập, được thành lập trên cơ sở các nguyên tắc dân chủ, Vilnius là thủ đô, |
| 9    | Vilniuje ir tą valstybę atskirianti nuo visų valstybinių ryšių, kurie     | Vilniuje ir tą valstybę atskirianti nuo visų valstybinių ryšių, kurie     | và tuyên bố chấm dứt tất cả các quan hệ bang giao từng                                       | và tuyên bố chấm dứt tất cả các quan hệ bang giao từng                                       |
| 10   | yra buvę su kitomis tautomis.                                             | yra buvę su kitomis tautomis.                                             | ràng buộc Nhà nước này với những nước khác.                                                  | ràng buộc Nhà nước này với những nước khác.                                                  |
| 11   | Drauge Lietuvos Taryba pareiškia, kad Lietuvos valstybės pama-            | Drauge Lietuvos Taryba pareiškia, kad Lietuvos valstybės pama-            | Hội đồng Litva cũng tuyên bố rằng nền tảng của Nhà nước Litva và                             | Hội đồng Litva cũng tuyên bố rằng nền tảng của Nhà nước Litva và                             |
| 12   | tus ir jos santykius su kitomis valstybėmis privalo galutinai nustatyti   | tus ir jos santykius su kitomis valstybėmis privalo galutinai nustatyti   | quan hệ của Nhà nước Litva với những nước khác sẽ do                                         | quan hệ của Nhà nước Litva với những nước khác sẽ do                                         |
| 13   | kiek galima graičiau sušauktas steigiamasis seimas, demokratiniu budu     | kiek galima graičiau sušauktas steigiamasis seimas, demokratiniu budu     | Quốc hội lập hiến quyết định sau cùng, sẽ được triệu tập sớm nhất có thể, do dân cử          | Quốc hội lập hiến quyết định sau cùng, sẽ được triệu tập sớm nhất có thể, do dân cử          |
| 14   | visų jos gyventojų išrinktas.                                             | visų jos gyventojų išrinktas.                                             | bởi tất cả cư dân Litva.                                                                     | bởi tất cả cư dân Litva.                                                                     |
| 15   | Lietuvos Taryba pranešdama apie tai .....................                 | Lietuvos Taryba pranešdama apie tai .....................                 | Hội đồng Litva thông báo cho Chính phủ .....................                                 | Hội đồng Litva thông báo cho Chính phủ .....................                                 |
| 16   | vyriausybei, prašo pripažinti nepriklausomą Lietuvos valstybę.            | vyriausybei, prašo pripažinti nepriklausomą Lietuvos valstybę.            | nhằm yêu cầu sự công nhận Nhà nước Litva Độc lập.                                            | nhằm yêu cầu sự công nhận Nhà nước Litva Độc lập.                                            |
|      |                                                                           |                                                                           |                                                                                              |                                                                                              |
| 17   |                                                                           | Dr. Jonas Basanavičius                                                    |                                                                                              | BS Jonas Basanavičius                                                                        |
| 18   |                                                                           | Saliamonas Banaitis                                                       |                                                                                              | Saliamonas Banaitis                                                                          |
| 19   |                                                                           | Mykolas Biržiška                                                          |                                                                                              | Mykolas Biržiška                                                                             |
| 20   | Vilniuje, vasario 16 d. 1918 m.                                           | Kazys Bizauskas                                                           | Tại Vilnius, ngày 16 tháng 2 năm 1918                                                        | Kazys Bizauskas                                                                              |
| 21   |                                                                           | Pranas Dovydaitis                                                         |                                                                                              | Pranas Dovydaitis                                                                            |
| 22   | Jurgis Šaulys                                                             | Steponas Kairys                                                           | Jurgis Šaulys                                                                                | Steponas Kairys                                                                              |
| 23   | Jokūbas Šernas                                                            | Petras Klimas                                                             | Jokūbas Šernas                                                                               | Petras Klimas                                                                                |
| 24   | Antanas Smetona                                                           | Donatas Malinauskas                                                       | Antanas Smetona                                                                              | Donatas Malinauskas                                                                          |
| 25   | Jonas Smilgevičius                                                        | Vladas Mironas                                                            | Jonas Smilgevičius                                                                           | Vladas Mironas                                                                               |
| 26   | Justinas Staugaitis                                                       | Stanisław Narutowicz                                                      | Justinas Staugaitis                                                                          | Stanisław Narutowicz                                                                         |
| 27   | Aleksandras Stulginskis                                                   | Alfonsas Petrulis                                                         | Aleksandras Stulginskis                                                                      | Alfonsas Petrulis                                                                            |
| 28   | Jonas Vailokaitis                                                         | Kazimieras Steponas Šaulys                                                | Jonas Vailokaitis                                                                            | Kazimieras Steponas Šaulys                                                                   |
| 29   | Jonas Vileišis                                                            |                                                                           | Jonas Vileišis                                                                               |                                                                                              |

## Quá trình soạn thảo Đạo luật Độc lập
Ghi chú: màu của các ô tương ứng với màu của các dòng ở trên.
| |  |                                                 |                                                                |                          | Phần I        |            |                        |                        |                        |          |          |
| Đạo luật Hội nghị Vilnius ngày 18–23 tháng 9 năm 1917 |  |                                                 |                                                                |                          |               |            |                        |                        |                        |          |          |
| |  |                                                 |                                                                | Phần II                  |               |            |                        |                        |                        |          |          |
| |  |                                                 |                                                                |                          |               |            |                        |                        |                        |          |          |
| |  |                                                 |                                                                |                          |               |            |                        |                        |                        |          |          |
| |  |                                                 |                                                                |                          | Phần I        |            |                        |                        |                        |          |          |
| Đạo luật ngày 11 tháng 12 năm 1917 |  |                                                 |                                                                |                          |               |            |                        |                        |                        |          |          |
| |  |                                                 |                                                                | Phần II                  |               |            |                        |                        |                        |          |          |
| |  |                                                 |                                                                |                          |               |            |                        |                        |                        |          |          |
| |  |                                                 |                                                                |                          |               |            |                        |                        |                        |          |          |
| |  | Chỉnh lí trong phiên họp                        | Chỉnh lí trong phiên họp                                       | Chỉnh lí trong phiên họp |               |            | Petras Klimas chỉnh lí | Petras Klimas chỉnh lí | Petras Klimas chỉnh lí |          |          |
| |  |                                                 |                                                                |                          |               |            |                        |                        |                        |          |          |
| |  |                                                 |                                                                |                          |               |            |                        |                        |                        |          |          |
| Đạo luật ngày 8 tháng 1 năm 1918 |  |                                                 |                                                                | Điều quy định            | Điều quy định | Điều khoản | Điều khoản             |                        |                        |          |          |
| |  |                                                 |                                                                |                          |               |            |                        |                        |                        |          |          |
| |  |                                                 | Steponas Kairys, Stanisław Narutowicz, Jonas Vileišis chỉnh lí |                          |               |            |                        |                        |                        |          |          |
| |  |                                                 |                                                                |                          |               |            |                        |                        |                        |          |          |
| |  |                                                 |                                                                |                          |               |            |                        |                        |                        |          |          |
| Dự thảo ngày 1 tháng 2 năm 1918 |  | Tuyên bố                                        | Tuyên bố                                                       | Điều quy định            | Điều quy định | Điều khoản | Điều khoản             | Thông tri              | Thông tri              |          |          |
| |  |                                                 |                                                                |                          |               |            |                        |                        |                        |          |          |
| |  | Hội đồng Litva cùng bốn cựu thành viên chỉnh lí |                                                                |                          |               |            |                        |                        |                        |          |          |
| |  |                                                 |                                                                |                          |               |            |                        |                        |                        |          |          |
| Dự thảo ngày 15 tháng 2 năm 1918 |  | Tuyên bố                                        | Tuyên bố                                                       | Điều quy định            | Điều quy định | Điều khoản | Điều khoản             | Thông tri              | Thông tri              |          |          |
| |  |                                                 |                                                                |                          |               |            |                        |                        |                        |          |          |
| |  | Petras Klimas chỉnh lí                          |                                                                |                          |               |            |                        |                        |                        |          |          |
| |  |                                                 |                                                                |                          |               |            |                        |                        |                        |          |          |
| |  |                                                 |                                                                |                          |               |            |                        |                        |                        |          |          |
| Đạo luật Độc lập Litva ngày 16 tháng 2 năm 1918 |  | Tuyên bố                                        | Tuyên bố                                                       | Điều quy định            | Điều quy định | Điều khoản | Điều khoản             | Thông tri              | Thông tri              | Phần kết | Phần kết |
| |  |                                                 |                                                                |                          |               |            |                        |                        |                        |          |          |
| Nguồn: Klimavičius, Raimundas (2004). "Vasario 16-osios aktas: teksto formavimo šaltiniai ir autorystės problema". Istorija. Lietuvos aukštųjų mokyklų mokslo darbai (bằng tiếng Litva). Số 59–60. Vilnius Pedagogical University. tr. 65. ISSN 1392-0456. Bản gốc lưu trữ ngày 26 tháng 9 năm 2007. Truy cập ngày 11 tháng 3 năm 2007.. Istorija. Lietuvos aukštųjų mokyklų mokslo darbai (in Lithuanian). Vilnius Pedagogical University (59–60): 65. ISSN 1392-0456. Bản gốc Lưu trữ ngày 26 tháng 9 năm 2007 tại Wayback Machine lưu trữ ngày 26 tháng 9 năm 2007. Truy cập ngày 11 tháng 3 năm 2007. |  |                                                 |                                                                |                          |               |            |                        |                        |                        |          |          |

## Kết quả

### Litva

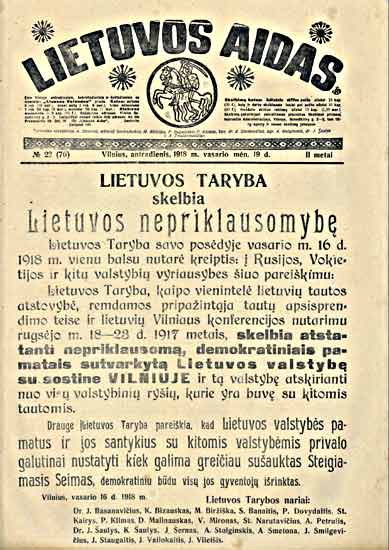
Toàn văn Đạo luật Độc lập in trên trang nhất của nhật báo Lietuvos aidas. Phần lớn số báo bị chính quyền Đức tịch thu.

Đạo luật Độc lập được chuyển đến các đảng trong Nghị viện Đế quốc Đức. Ngày 18 tháng 2, toàn văn Đạo luật được đăng trên các tờ báo Đức, bao gồm Das Neue Litauen, Vossische Zeitung, Tägliche Rundschau và Kreuzzeitung. Một bản dịch tiếng Litva được chuẩn bị để đăng trên các tờ báo Litva, nhất là Lietuvos aaidas, là cơ quan ngôn luận của Hội đồng Litva do Antanas Smetona thành lập. Tuy chính quyền Đức cấm xuất bản Đạo luật Độc lập và tịch thu phần lớn số báo, Petras Klimas, tổng biên tập tờ báo, giấu được 60 bản.
Ngày 3 tháng 3 năm 1918, Đức và Nga Xô viết ký Hòa ước Brest-Litovsk. Đức tuyên bố các nước Baltic đều thuộc vùng ảnh hưởng của Đức và Nga tuyên bố từ bỏ mọi quyền lợi đối với vùng Baltic. Ngày 23 tháng 3, Đức công nhận quyền độc lập của Litva căn cứ vào Đạo luật ngày 11 tháng 12. Tuy nhiên, thực tế là Hội đồng Litva vẫn bị gây trở ngại trong việc thành lập chính quyền. Tình hình thay đổi sau khi Đức bị đánh bại vào mùa thu năm 1918 và trải qua Cách mạng Đức. Ngày 2 tháng 11, Hội đồng Litva thông qua hiến pháp lâm thời đầu tiên và giao chính quyền cho một ủy ban thường trực gồm ba người. Augustinas Voldemaras được mời thành lập Nội các Litva đầu tiên. Phải mất một vài năm Litva mới được quốc tế công nhận hoàn toàn. Hoa Kỳ công nhận quyền độc lập của Litva vào ngày 28 tháng 7 năm 1922.

### Đạo luật Độc lập
Bản gốc của Đạo luật Độc lập được giao cho Jonas Basanavičius cất giữ và không được trưng bày công khai; sự tồn tại của bản gốc được đề cập lần đầu tiên trong báo chí vào năm 1933. Bản sao của Đạo luật Độc lập được lưu trữ tại kho lưu trữ của tổng thống. Sau khi Litva bị Liên Xô xâm lược vào ngày 15 tháng 6 năm 1940, bản sao bị thất lạc. Cả hai bản gốc và bản sao đều bị thất lạc sau Chiến tranh thế giới thứ hai. Năm 2006, một nhóm kỹ sư dò tìm trong tường nhà của Petras Vileišis phát hiện hai bản sao từ năm 1928 và năm 1933. Bản sao năm 1928 gần giống với bản gốc của Đạo luật Độc lập do giữ nguyên những lỗi chính tả trong bản gốc và có phông nền "nhiễu", còn bản sao năm 1933 thì đã được "nhuận sắc".
Năm 2017, doanh nhân người Litva Darius Mockus tuyên bố sẽ tặng 1 triệu Euro cho bất cứ ai tìm được bản gốc của Đạo luật Độc lập và chuyển giao cho Nhà nước Litva trước ngày 16 tháng 2 năm 2018, là ngày kỷ niệm 100 năm độc lập Litva. Ngày 29 tháng 3 năm 2017, Liudas Mažylis, giáo sư Đại học Vytautas Magnus, tuyên bố đã tìm được bản gốc viết tay bằng tiếng Litva của Đạo luật Độc lập, có chữ ký của cả 20 thành viên Hội đồng Litva, bản tiếng Đức và Đạo luật ngày 11 tháng 12 năm 1917 với chữ ký của 19 thành viên trong Cục Lưu trữ Chính trị Bộ Ngoại giao Đức tại Berlin. Ngày hôm sau, Đức xác nhận nguồn gốc của ba văn bản. Ngày 7 tháng 10 năm 2018, Bộ trưởng Bộ Ngoại giao Litva Linas Linkevičius và Bộ trưởng Bộ Ngoại giao Đức Sigmar Gabriel ký kết một thỏa thuận quy định bản gốc của Đạo luật Độc lập sẽ được trưng bày tại nơi ký Đạo luật Độc lập trong thời hạn 5 năm. Ngày 22 tháng 12 năm 2017, một nhóm chuyên gia từ Trung tâm Pháp y Cảnh sát Litva xác nhận chữ viết của bản viết tay thuộc về Jurgis Šaulys, một trong những người ký Đạo luật Độc lập. Trong cùng ngày, nhà sử học Darius Antanavičius công bố phát hiện một bản khác trong Văn khố Tông tòa Vatican gửi Tòa Thánh, được viết bằng tiếng Đức và có chữ ký của Antanas Smetona, Jonas Vileišis, Jurgis Šaulys và Justinas Staugaitis.

### Những người ký Đạo luật Độc lập
Hầu hết những người ký Đạo luật Độc lập đều tiếp tục tham gia chính trị, đời sống văn hóa của Litva. Jonas Vileišis trúng cử vào quốc hội Litva và là thị trưởng của Kaunas, thủ đô lâm thời của Litva. Saliamonas Banaitis hoạt động trong lĩnh vực tài chính và thành lập một vài ngân hàng. Antanas Smetona và Aleksandras Stulginskis về sau trở thành tổng thống của Litva. Jonas Basanavičius, chủ tịch Hội đồng Litva, quay trở lại nghiên cứu về văn hóa, truyền thống dân gian Litva. Năm người qua đời trước khi Chiến tranh thế giới thứ hai nổ ra; ba người qua đời khi Litva bị Đức Quốc Xã chiếm đóng. Những người từ chối di cư sau khi Litva bị Liên Xô chiếm đóng đều bị bắt làm tù chính trị.
Aleksandras Stulginskis và Petras Klimas bị chính quyền Liên Xô đày ra Siberia nhưng sống sót và trở về Litva. Pranas Dovydaitis và Vladas Mironas cũng bị đày ra Siberia và qua đời trong tù. Kazys Bizauskas biến mất trên đường đến một nhà tù Liên Xô tại Minsk vào mùa hè năm 1941; khả năng là ông đã bị bắn chết cùng với những tù nhân khác. Donatas Malinauskas bị trục xuất ra Nga vào ngày 14 tháng 6 năm 1941 trong vụ trục xuất tháng Sáu.
Một vài người ký Đạo luật Độc lập di cư sau khi Litva bị Liên Xô chiếm đóng. Jurgis Šaulys và Kazimieras Steponas Šaulys qua đời tại Thụy Sĩ. Antanas Smetona, Mykolas Biržiška và Steponas Kairys định cư ở Hoa Kỳ và được mai táng ở đó.

## Di sản

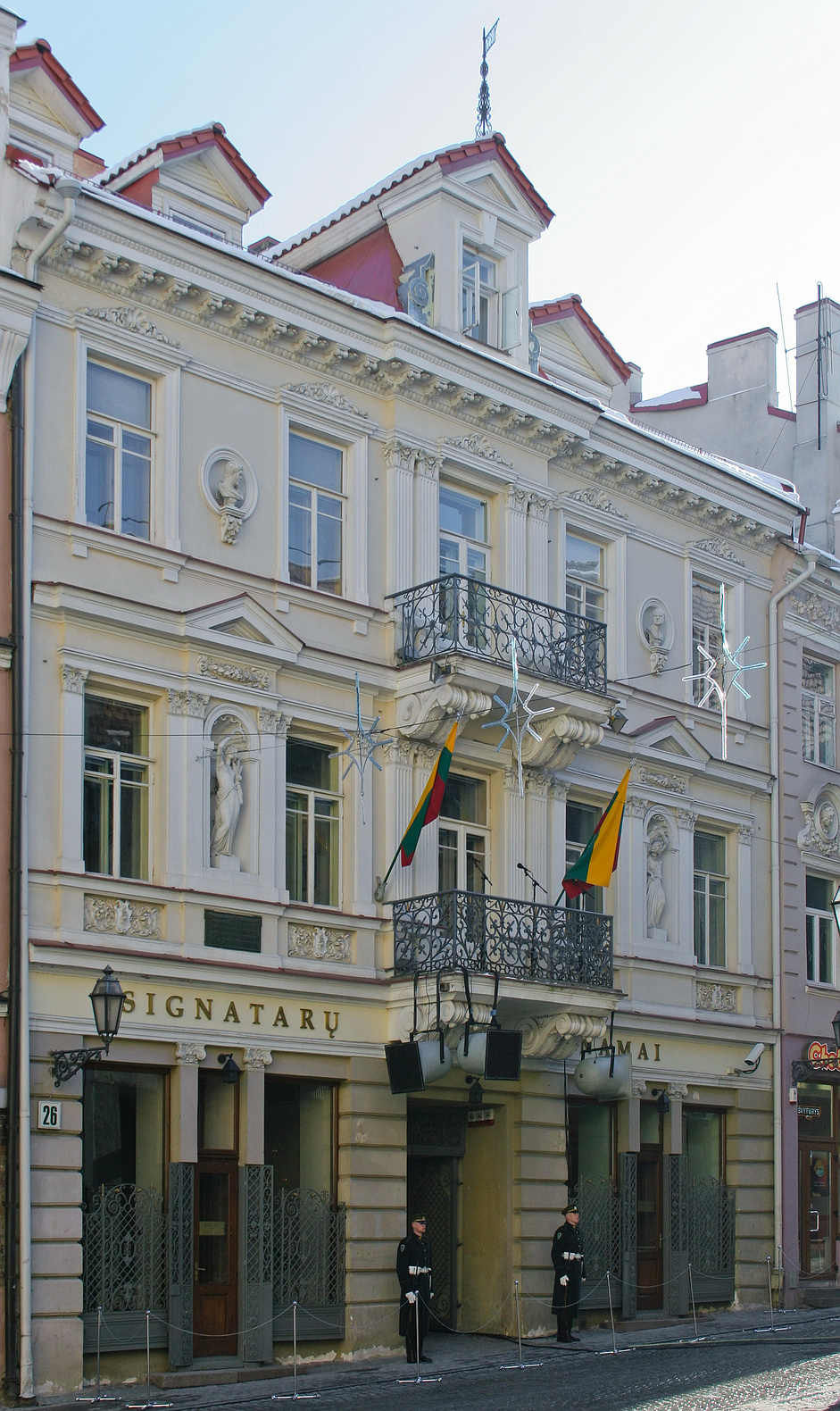
Nơi Đạo luật Độc lập được ký, ngày 16 tháng 2 năm 2007

Đạo luật Độc lập Litva tuyên bố tái lập (atstatyti) nhà nước Litva trên cơ sở kế thừa nhà nước Đại công quốc Litva trong lịch sử, khác với đạo luật của Hội nghị Vilnius tuyên bố thành lập (sudaryti) một nhà nước Litva. Tuy nhiên, nhà nước Litva mới chỉ bao gồm những lãnh thổ thuộc dân tộc Litva (ngoại trừ vùng Vilnius có đa số là người Ba Lan) và có một chính thể dân chủ. Đạo luật tuyên bố chấm dứt quan hệ giữa Litva và Đức, Nga và Ba Lan, là ba nước có mưu đồ đối với lãnh thổ Litva. Tuy không đề cập trực tiếp nhưng Đạo luật Độc lập từ bỏ việc khôi phục Liên bang Ba Lan và Litva.

Đạo luật Độc lập là cơ sở pháp lý của nhà nước Litva đương đại trong giai đoạn giữa hai thế chiến và từ năm 1990. Đạo luật Độc lập là một yếu tố then chốt của nỗ lực li khai khỏi Liên Xô vào năm 1990. Đạo luật Tái thiết lập Nhà nước Litva tuyên bố:
Đạo luật Độc lập ngày 16 tháng 2 năm 1918 của Hội đồng Litva và pháp lệnh Quốc hội lập hiến (Seimas) ngày 15 tháng 5 năm 1920 về việc tái lập Nhà nước Litva dân chủ chưa bao giờ mất hiệu lực pháp lý và cấu thành nền tảng hiến pháp của Nhà nước Litva.

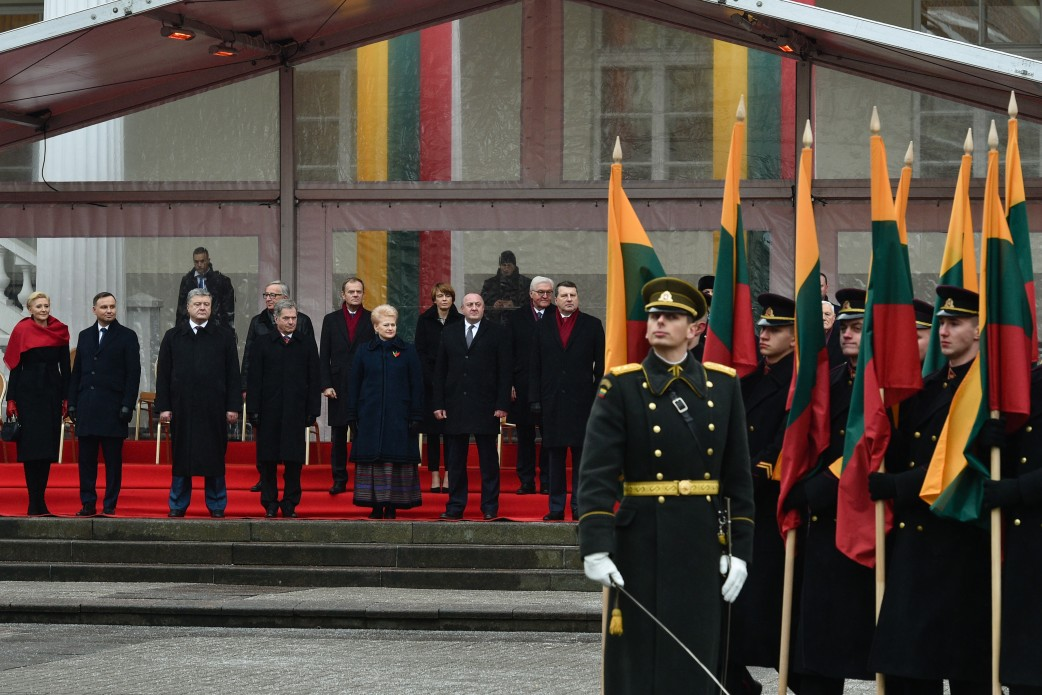
Lễ kỷ niệm 100 năm khôi phục nhà nước Litva với các lãnh đạo nước ngoài (Vilnius, 2018)

Đạo luật Độc lập Litva và Đạo luật Tái thiết lập Nhà nước Litva là văn kiện quan trọng nhất của Litva trong thế kỷ 20.
Ngày 16 tháng 2 là một ngày lễ chính thức của Litva. Lễ kỷ niệm vào năm 2014 có những hoạt động như đặt hoa tại phần mộ của những người ký Đạo luật Độc lập trong Nghĩa trang Rasos, trao tặng Giải thưởng Văn hóa và Nghệ thuật Quốc gia Litva, lễ thượng cờ ba nước Baltic tại Quảng trưởng Daukantas, các buổi hòa nhạc tại Quảng trường Thánh đường và khán phòng của Hiệp hội Giao hưởng Quốc gia Litva và lễ thắp 16 ngọn lửa dọc Đại lộ Gediminas.
Năm 1992, Litva thành lập Giải Jonas Basanavičius để tặng những công trình xuất sắc trong lĩnh vực dân tộc học và văn hóa, được xét và công bố 5 năm một lần.